# San Luis (Comayagua)
San Luis è un comune dell'Honduras facente parte del dipartimento di Comayagua.
Il comune è stato istituito il 15 maggio 1970 con parte del territorio del comune di Esquías.